# Бальдинуччи, Филиппо
Фили́ппо Бальдину́ччи (итал. Filippo Baldinucci, 3 июня 1625, Флоренция — 1 января 1697, Флоренция) — итальянский художник, историк искусства и историограф эпохи барокко.

## Биография
Бальдинуччи родился во Флоренции в богатой и известной семье Джованни и Катерины да Валле. Члены его семьи с XIV века занимали важные государственные должности и занимались торговлей. Его отец был знаком с Филиппом Нери, основателем конгрегации ораторианцев в Риме, был в дружеских отношениях с  Ипполито Галантини, основателем конгрегации христианской доктрины во Флоренции. Строгий религиозный устав, наложенный на воспитание сына, повлиял на его начальное образование в коллегиуме иезуитов. 
Однако Филиппо с ранних лет проявлял склонность к музыке и изобразительному искусству. Он посещал мастерскую гравёра и скульптора Якопо Марии Фоджини и более известного Маттео Росселли во Флоренции. По флорентийскому обычаю Филиппо Бальдинуччи нашёл применение своим художественным талантам в аристократическом окружении великого герцога тосканского Фердинандо II Медичи, покровителя художников, поэтов и музыкантов, на Вилле Ластра ди Эмполи (villa della Lastra di Empoli). Филиппо неплохо рисовал и лепил из глины. Некоторые из его портретных зарисовок хранятся в галерее Уффици во Флоренции. 
В 1664 году он получил должность казначея кардинала Леопольдо Медичи, брата великого герцога, а после смерти кардинала стал куратором художественных коллекций великого герцога. Бальдинуччи начал активно пополнять коллекции, впоследствии составившие основу художественной галереи Уффици. 
Вскоре ему поручили систематизацию и расширение коллекции автопортретов художников — гордости галереи Уффици. Бальдинуччи стремился стать новым Вазари, постоянно обновляя и расширяя биографии итальянских художников, к которым добавлял жизнеописания французских, немецких и фламандских живописцев, ранее не охваченных вниманием Вазари. Его самая важная работа — биографический словарь художников: «Заметки о мастерах рисунка от Чимабуэ до наших дней» (Notizie de' professori del disegno da Cimabue in qua) в 6-ти томах, публикация которых началась в 1681 году и продолжалась после смерти автора. Издание фактически представляет собой всю историю итальянского искусства от его истоков до 1670 года. Из шести томов только три были опубликованы при жизни писателя. Бальдинуччи, в отличие от Вазари и других предшественников, не просто пересказывал истории, как было принято до него, а тщательно изучал источники, не забывал их цитировать, и в этом он является подлинным учёным. В использовании документов и архивов Бальдинуччи оказался на столетия впереди других историков искусства.

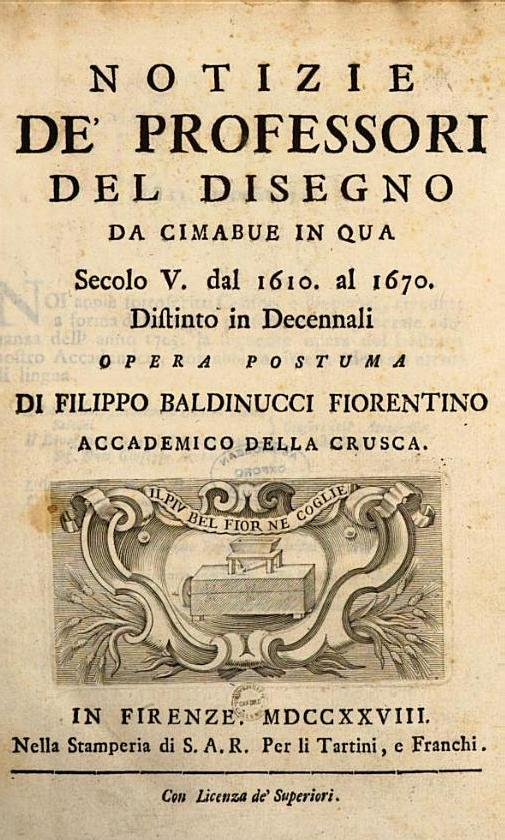
Титульный лист издания «Заметки о мастерах рисунка от Чимабуэ до наших дней». 1681

В 1658 году Филиппо Бальдинуччи женился на Катерине Скалари, представительнице знатной флорентийской семьи, от которой имел пятерых детей, трое из них приняли священнический сан. Для того, чтобы сопровождать своего пятнадцатилетнего сына Антонио, ставшего членом Общества Иисуса (Compagnia di Gesù), Бальдинуччи в апреле 1681 года отправился в Рим. Здесь, в качестве посла великого герцога Тосканы и с помощью флорентийских друзей, проживавших в Риме, Филиппо был представлен шведской королеве Кристине, с которой он ранее уже вёл переписку. Инициативе королевы Кристины, большой поклонницы Дж. Л. Бернини, мы обязаны «Жизнеописанием кавалера Джованни Лоренцо Бернини, скульптора, архитектора и живописца» (Vita del cavaliere Gio. Lorenzo Bernino, scultore, architetto e pittore), написанным Филиппо Бальдинуччи и опубликованным в 1682 году.
Бальдинуччи был одним из самых выдающихся биографов художников эпохи маньеризма и барокко. Выезжая по делам великого герцога в разные города, он знакомился с ранее неизвестными художниками, в частности ломбардской школы в Милане и Мантуе. 
Под руководством своего друга Лоренцо Пуччи, Бальдинуччи составил «Тосканский словарь искусства рисования» (Vocabolario toscano dell’arte del disegno), опубликованный в 1681 году. В «словаре» Бальдинуччи дал четырнадцать определений стиля, используя восемьдесят различных терминов.
Словарь уникален, поскольку раскрывает и разъясняет язык «ательеров», «учитывает голоса, характерные для отдельных искусств и связанных с ними рецептов», а также охватывает обширную область искусств, которые долгое время считали второстепенными: художественные ремёсла и промыслы, технику обработки различных материалов, обеспечивая, таким образом, достаточно полную картину технической стороны разных видов искусства конца XVII века.
Филиппо Бальдинуччи мы также обязаны исследованием истории гравюры на металле: «Зарождение и развитие искусства резьбы по меди с жизнеописаниями многих самых выдающихся мастеров этой профессии» (Comminciamento e progresso dell’arte dell’intagliare in rame colle vite di molti de’più eccellenti maestri della stessa professione, Флоренция, 1667). Эта работа представляет собой не только первую специализированную историю европейской гравюры, но и намечает методы определения специфики графики в сравнении с другими видами искусства, которые в полной мере стали доступны теоретикам только в ХХ столетии.
Известность, достигнутая благодаря этим изданиям, способствовала избранию Бальдинуччи в Академию делла Круска (Accademia della Crusca) во Флоренции, созданную с целью борьбы за чистоту итальянского языка и развитие национальной литературы.
В переписке с поэтом Винченцо Каппони, Бальдинуччи рассуждал о способах различения оригиналов, копий и подделок в живописи, подобно тому, как графологи различают почерки людей, о критериях определения манер художников, о ценности использования документов и доказательств их подлинности, о первенстве флорентийских художников во многих видах искусства. Эта дискуссия предвосхитила сложившийся впоследствии метод «знаточеской» атрибуции произведений живописи и, в частности, позволила успешно атрибутировать многие неподписанные рисунки итальянских художников.
Академическая лекция (la Lezione accademica), прочитанная Бальдинуччи в Академии Круска в две сессии: 29 декабря 1691 года и 5 января 1692 года, была посвящена сравнению античной и современной живописи, теме, которую во Франции назвали «Querelle des Anciens et des Modernes» — Спор о древних и новых.
В последние годы жизни Бальдинуччи собирал большую коллекцию рисунков — более тысячи — переданную Пандольфо Пандольфини, позднее, в 1806 году, проданную в Лувр.
Филиппо Бальдинуччи скончался во Флоренции 10 января. 1696. Один из его сыновей — Франческо Саверио Бальдинуччи (1663—1738) — продолжал дело отца, заканчивал в 1702—1728 годах публикацию «Заметок о мастерах рисунка от Чимабуэ до наших дней», написал биографию Филиппо Бальдинуччи: «Жизнь историка, написанная его сыном Франческо Саверио» (Vita dello storico scritta dal figlio Francesco Saverio). Архив Ф. Бальдинуччи хранится в Центральной национальной библиотеке Флоренции (La Biblioteca Nazionale Centrale di Firenze: BNCF).